# Liste der Biografien/Py
Liste der Biografien |
Portal Biografien |
Personensuche
# |
A |
B |
C |
D |
E |
F |
G |
H |
I |
J |
K |
L |
M |
N |
O |
P |
Q |
R |
S |
T |
U |
V |
W |
X |
Y |
Z |
?
 
Pa |
Pc |
Pe |
Pf |
Ph |
Pi |
Pj |
Pk |
Pl |
Pm |
Pn |
Po |
Pr |
Ps |
Pt |
Pu |
Pv |
Pw |
Py
Die Liste der Biografien führt alle Personen auf, die in der deutschsprachigen Wikipedia einen Artikel haben. Dieses ist eine Teilliste mit 205 Einträgen von Personen, deren Namen mit den Buchstaben „Py“ beginnt.

## Py
- Py, Bernard (1939–2012), Schweizer Romanist, Hispanist, Soziolinguist und Fremdsprachendidaktiker
- Py, Delphine (* 1979), französische Triathletin
- Py, Eugène (1859–1924), französisch-argentinischer Filmpionier
- Py, Jean-Louis (* 1948), französischer Generalleutnant
- Py, Olivier (* 1965), französischer Schauspieler, Regisseur, Theaterintendant und Autor von Bühnenwerken

### Pya
- Pyae Lyan Aung (* 1994), myanmarischer Fußballspieler
- Pyae Moe (* 1992), myanmarischer Fußballspieler
- Pyae Phyo Aung (* 1991), myanmarischer Fußballspieler
- Pyae Phyo Zaw (* 1994), myanmarischer Fußballspieler
- Pyae Sone Aung (* 1995), myanmarischer Fußballspieler
- Pyae Sone Naing (* 2001), myanmarischer Fußballspieler
- Pyatt, Chris (* 1963), britischer Boxer
- Pyatt, Geoffrey R. (* 1963), US-amerikanischer Diplomat
- Pyatt, Taylor (* 1981), kanadischer Eishockeyspieler
- Pyatt, Tom (* 1987), kanadischer Eishockeyspieler

### Pyb
- Pybba, König von Mercia

### Pyc
- Pycha, Wolfgang (1928–2024), österreichischer Jurist, Generaldirektor der Österreichischen Bundesbahnen
- Pyciak-Peciak, Janusz (* 1949), polnischer Olympiasieger im Modernen Fünfkampf
- Pycock, Harold (1900–1964), britischer Schwimmer

### Pye
- Pye, Jesse (1919–1984), englischer Fußballspieler und -trainer
- Pye, Lucian W. (1921–2008), US-amerikanischer Sinologe und Politikwissenschaftler
- Pye, Merrill (1902–1975), US-amerikanischer Szenenbildner
- Pye, Michelle (* 1978), kanadische Fußballschiedsrichterin
- Pye, Scott (* 1990), australischer Rennfahrer
- Pye, William George (1869–1949), britischer Unternehmer und Firmengründer
- Pyett, Logan (* 1988), kanadischer Eishockeyspieler

### Pyf
- Pyfrom, Shawn (* 1986), US-amerikanischer Schauspieler und SynchronsprecherShawn Pyfrom (* 1986)

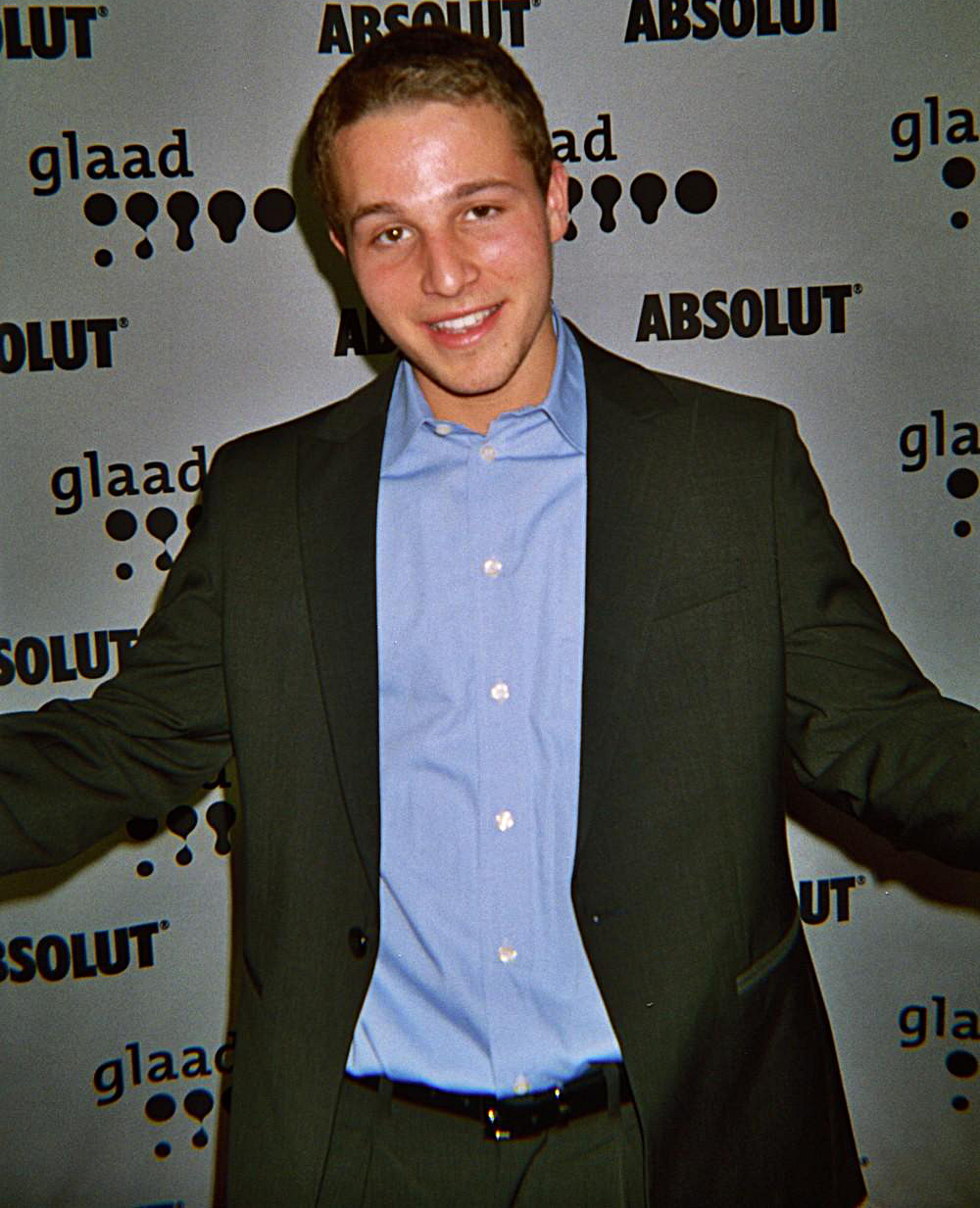
Shawn Pyfrom (* 1986)

### Pyg
- Pygram, Wayne (* 1959), australischer Schauspieler und Regisseur

### Pyh
- Pyhimys (* 1981), finnischer Hip-Hop-Musiker
- Pyhyda, Natalija (* 1981), ukrainische Sprinterin

### Pyi
- Pyinbya, Herrscher

### Pyj
- Pyjas, Paweł (* 1999), polnischer Skirennläufer

### Pyk
- Pyka, Alfred (1934–2012), deutscher Fußballspieler
- Pyka, Andreas (* 1969), deutscher Wirtschaftswissenschaftler, Hochschullehrer und Autor
- Pyka, Daniel (* 1984), deutscher Eishockeyspieler
- Pyka, Michael (* 1954), deutscher Fußballspieler
- Pyka, Nico (* 1977), deutscher Eishockeyspieler
- Pyka, Reemt (* 1969), deutscher Eishockeyspieler und -trainer
- Pykäläinen, Erika (* 2001), finnische Skirennläuferin
- Pykäläinen, Joni (* 1994), finnischer Biathlet und Skilangläufer
- Pykälistö, Juuso (* 1975), finnischer Rallyefahrer
- Pyke, Trevor (1932–1997), britischer Tonmeister
- Pyko, Marie (* 1993), deutsche Fußballspielerin

### Pyl
- Pyl, Christoph (1678–1739), deutscher Pädagoge und Historiker
- Pyl, Gottfried (1641–1698), Ratsherr und Bürgermeister von Stralsund
- Pyl, Jacek (* 1962), polnischer römisch-katholischer Ordensgeistlicher, Weihbischof in Odessa-Simferopol
- Pyl, Johann Theodor (1749–1794), deutscher Arzt und Gerichtsmediziner
- Pyl, Paul Gottfried (1751–1830), deutscher Jurist, Hofgerichtsassessor
- Pyl, Theodor (1647–1723), deutscher Theologe und Physiker
- Pyl, Theodor (1826–1904), deutscher Historiker
- Pylades, Begründer der römischen Pantomime
- Pylak, Bolesław (1921–2019), polnischer Geistlicher und Hochschullehrer, römisch-katholischer Erzbischof von Lublin
- Pyle, Anna Marie (* 1963), US-amerikanische Biochemikerin und Biophysikerin
- Pyle, Artimus (* 1948), US-amerikanischer SchlagzeugerArtimus Pyle (* 1948)

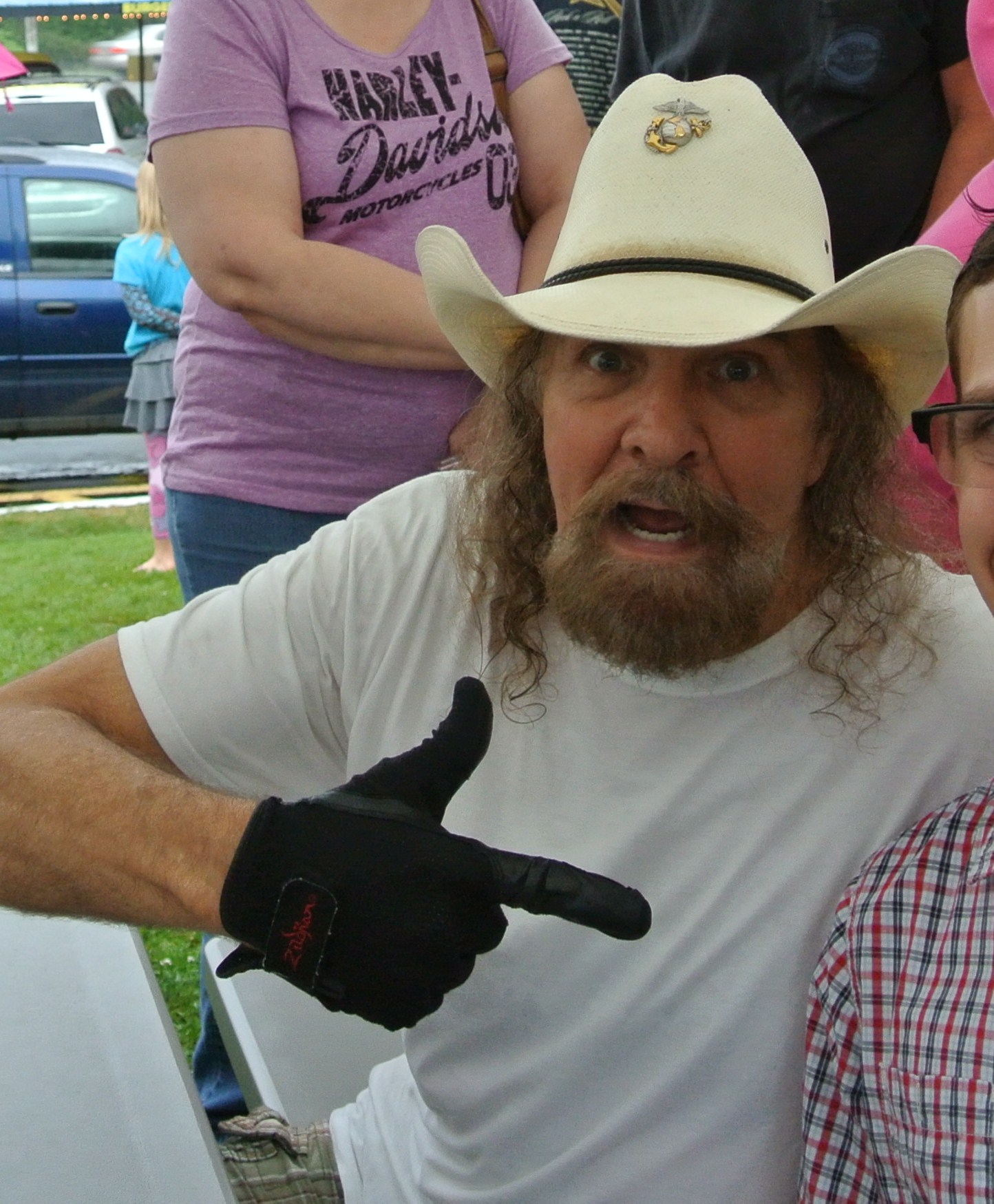
Artimus Pyle (* 1948)

- Pyle, C. C. (1882–1939), US-amerikanischer Kinobesitzer und Sportmanager
- Pyle, Dan (* 1954), US-amerikanischer Fotograf und Zeichner
- Pyle, Denver (1920–1997), US-amerikanischer Schauspieler
- Pyle, Ernie (1900–1945), US-amerikanischer Journalist und Pulitzer-Preisträger
- Pyle, Gladys (1890–1989), US-amerikanische Politikerin (Republikanische Partei)
- Pyle, Howard (1853–1911), US-amerikanischer Illustrator und Autor
- Pyle, John A. (* 1951), britischer Chemiker
- Pyle, John Howard (1906–1987), US-amerikanischer Politiker
- Pyle, Katharine (1863–1938), amerikanische Künstlerin
- Pyle, Missi (* 1972), US-amerikanische SchauspielerinMissi Pyle (* 1972)

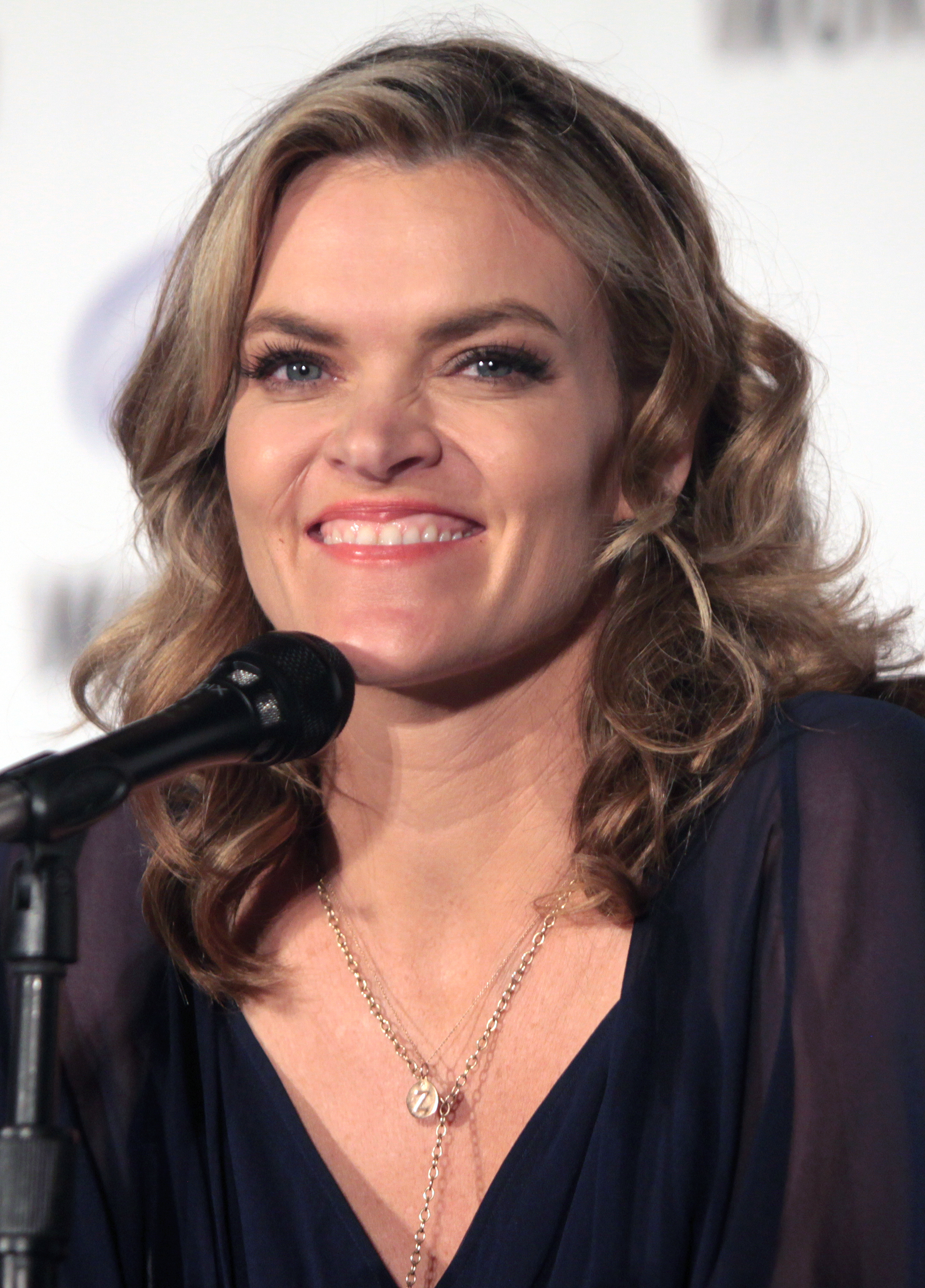
Missi Pyle (* 1972)

- Pyle, Peter (* 1957), US-amerikanischer Ornithologe
- Pyle, Pip (1950–2006), britischer Schlagzeuger
- Pylkkänen, Pekka (* 1964), finnischer Jazzmusiker (Saxophon, Klarinette, Flöte, Komposition)
- Pylkkänen, Tauno (1918–1980), finnischer Komponist
- Pyllemann, Franz (1841–1873), Musikkritiker, Pianist und Dozent für Musiktheorie
- Pylsy, Joonas (* 1990), finnischer Unihockeyspieler
- Pyltschykow, Dmytro (1821–1893), ukrainischer politischer und kultureller Aktivist
- Pyltschykow, Mykola (1857–1908), russischer Physiker und Erfinder
- Pylyptschuk, Andrij (* 2002), ukrainischer Nordischer Kombinierer
- Pylyptschuk, Tetjana (* 2004), ukrainische Skispringerin

### Pym
- Pym, Anthony (* 1956), australischer Sprachwissenschaftler
- Pym, Barbara (1913–1980), britische Schriftstellerin
- Pym, Francis (1922–2008), britischer Politiker der Conservative Party
- Pym, John (1584–1643), Führer der Parlamentspartei im englischen Unterhaus zur Zeit Karls I.
- Pym, Samuel (1778–1855), britischer Marineoffizier
- Pyman, Harold (1908–1971), britischer General
- Pymonenko, Mykola (1862–1912), ukrainischer Maler

### Pyn
- Pynchon, Thomas (* 1937), amerikanischer SchriftstellerThomas Pynchon (* 1937)

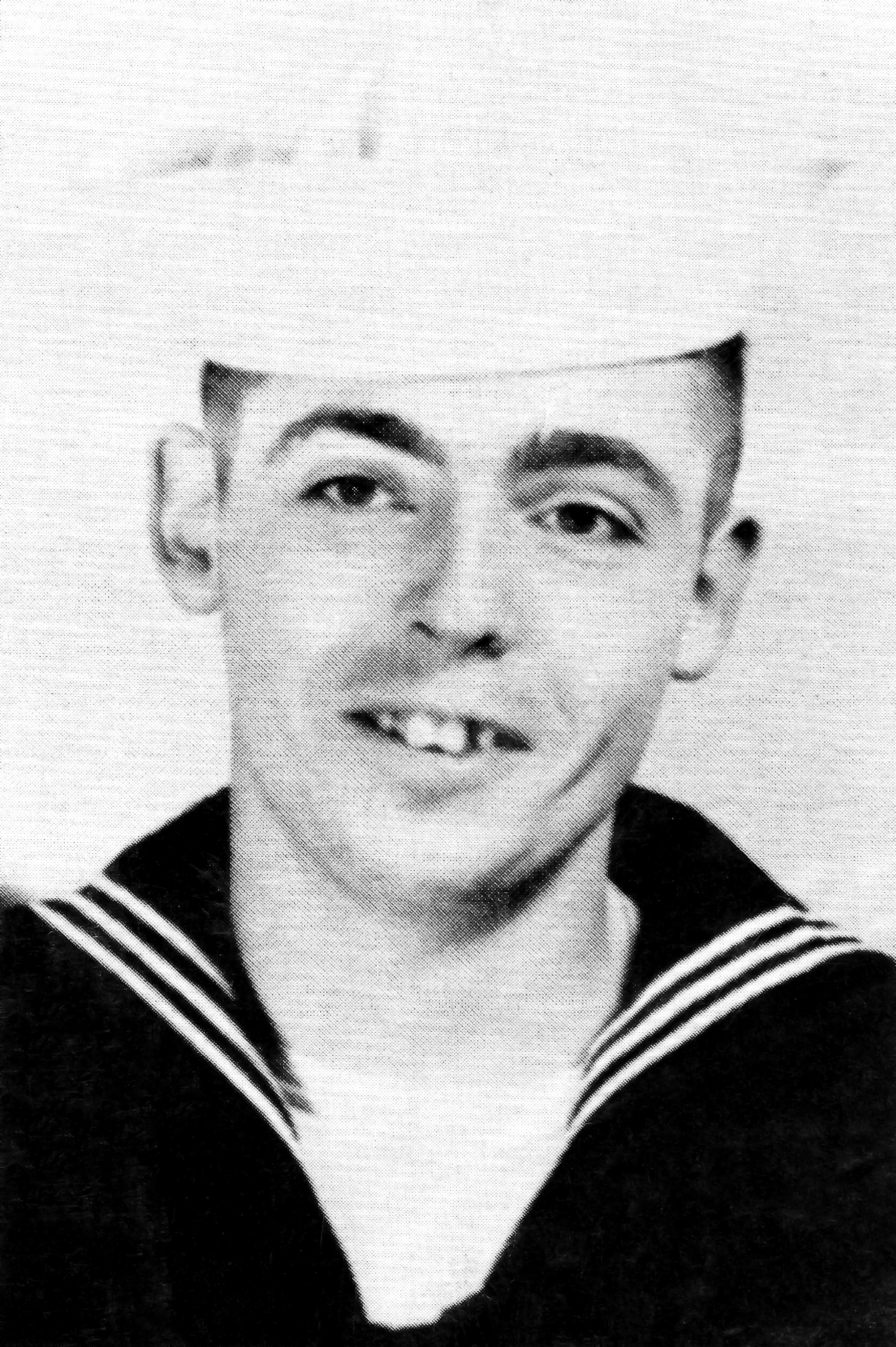
Thomas Pynchon (* 1937)

- Pynchon, William (1590–1662), Gründer von Springfield, Massachusetts
- Pyndt, Andreas (* 2001), dänischer Fußballspieler
- Pyne, Charles (* 1981), jamaikanischer Badmintonspieler
- Pyne, Chris (1939–1995), britischer Jazzposaunist
- Pyne, Christopher (* 1967), australischer Politiker der Liberal Party of Australia
- Pyne, Daniel (* 1955), US-amerikanischer Drehbuchautor
- Pyne, Mick (1940–1995), britischer Jazzmusiker
- Pyne, Satarupa (* 1995), indisches Model und Schauspielerin
- Pynnä, Tuula Riitta (* 1958), finnische Juristin
- Pynsenyk, Wiktor (* 1954), ukrainischer Politiker, Vorsitzender der Partei „Reformen und Ordnung“, ehemaliger Finanzminister der Ukraine

### Pyo
- Pyo, Ye-jin (* 1992), südkoreanische Schauspielerin
- Pyong Lee (* 1992), koreanisch-brasilianischer Illusionist und Hypnologe
- Pyörälä, Mika (* 1981), finnischer Eishockeyspieler

### Pyp
- Pypelinckx, Maria (1538–1608), Mutter von Peter Paul Rubens
- Pyper, Laura (* 1980), britische Schauspielerin
- Pyper-Ferguson, John (* 1964), australischer SchauspielerJohn Pyper-Ferguson (* 1964)

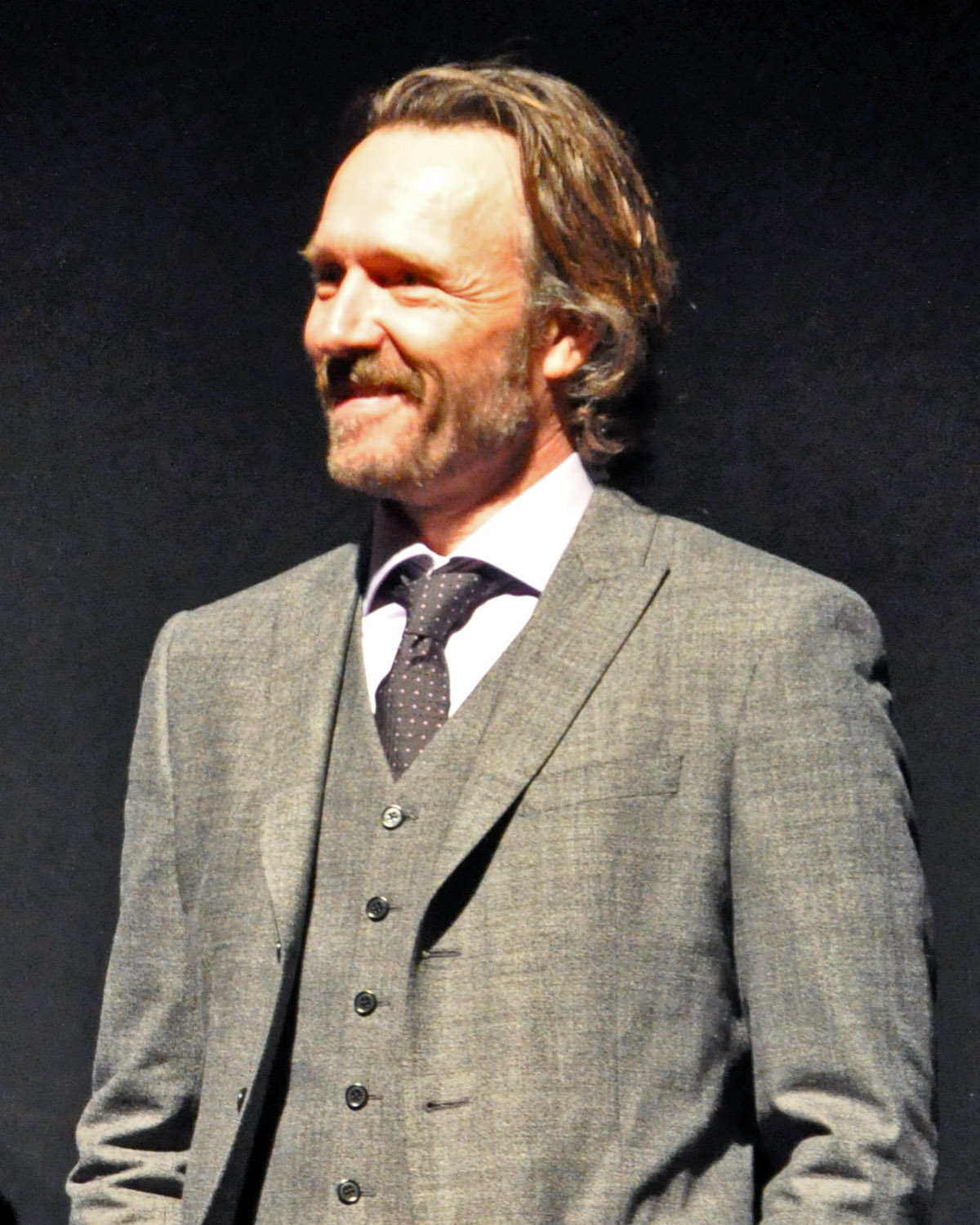
John Pyper-Ferguson (* 1964)

- Pypin, Alexander Nikolajewitsch (1833–1904), russischer Literaturhistoriker und Ethnograf

### Pyr
- Pyra, Jakob Immanuel (1715–1744), deutscher Dichter
- Pyrah, Malcolm (* 1941), britischer Springreiter
- Pyramid, Kabaka (* 1986), jamaikanischer Reggae-Musiker
- Pyranja (* 1978), deutsche Rapperin
- Pyrard, François (1578–1621), französischer Seefahrer
- Pyrć, Krzysztof (* 1979), polnischer Virologe
- Pyrek, Gerhard (* 1940), deutscher Fußballspieler
- Pyrek, Monika (* 1980), polnische Stabhochspringerin
- Pyrelli, Elli (1934–2007), deutsche Sängerin, Aktionskünstlerin und Schauspielerin
- Pyres, hellenistischer Dichter
- Pyrgos, Leonidas (* 1874), griechischer Fechter und Olympiasieger
- Pyrhönen, Eila (* 1945), finnische Schwimmerin
- Pyrhos, griechischer Töpfer
- Pyrilampes, Stiefvater Platons
- Pyritz, Anja (* 1970), deutsche Ruderin
- Pyritz, Dana (* 1970), deutsche Ruderin
- Pyritz, Hans (1905–1958), deutscher Germanist und Goetheforscher
- Pyritz, Lennart, deutscher Wissenschafts- und Hörfunkjournalist
- Pyritz, Lutz (1958–2018), deutscher Jockey und Pferdesporttrainer
- Pyrjew, Iwan Alexandrowitsch (1901–1968), sowjetischer Filmregisseur
- Pyrka, Arkadiusz (* 2002), polnischer Fußballspieler
- Pyrker, Johann Ladislaus (1772–1847), österreichischer Dichter und Bischof
- Pyrker, Martin (* 1954), österreichischer Blues- und Boogiepianist
- Pyrkosz, Witold (1926–2017), polnischer Theater- und Filmschauspieler
- Pyrmont, Loni (1900–1990), deutsche Schauspielerin und Sängerin
- Pyrmont, Mathilde zu Waldeck und (1801–1825), Prinzessin
- Pyro, Schweizer Rapper
- Pyro One, deutscher Rapper
- Pyromaglou, Komninos (1899–1980), griechischer Politiker
- Pyroschenko-Tschornomas, Natalija (* 1997), ukrainische Kurzstreckenläuferin
- Pyrrhias von Ätolien, ätolischer General
- Pyrrhon von Elis, griechischer Philosoph
- Pyrrhos, antiker Herrscher von Pisa
- Pyrrhos († 654), ökumenischer Patriarch von Konstantinopel
- Pyrrhos I. († 272 v. Chr.), Hegemon des Bundes von Epirus und König der MolosserPyrrhos I. († 272 v. Chr.)

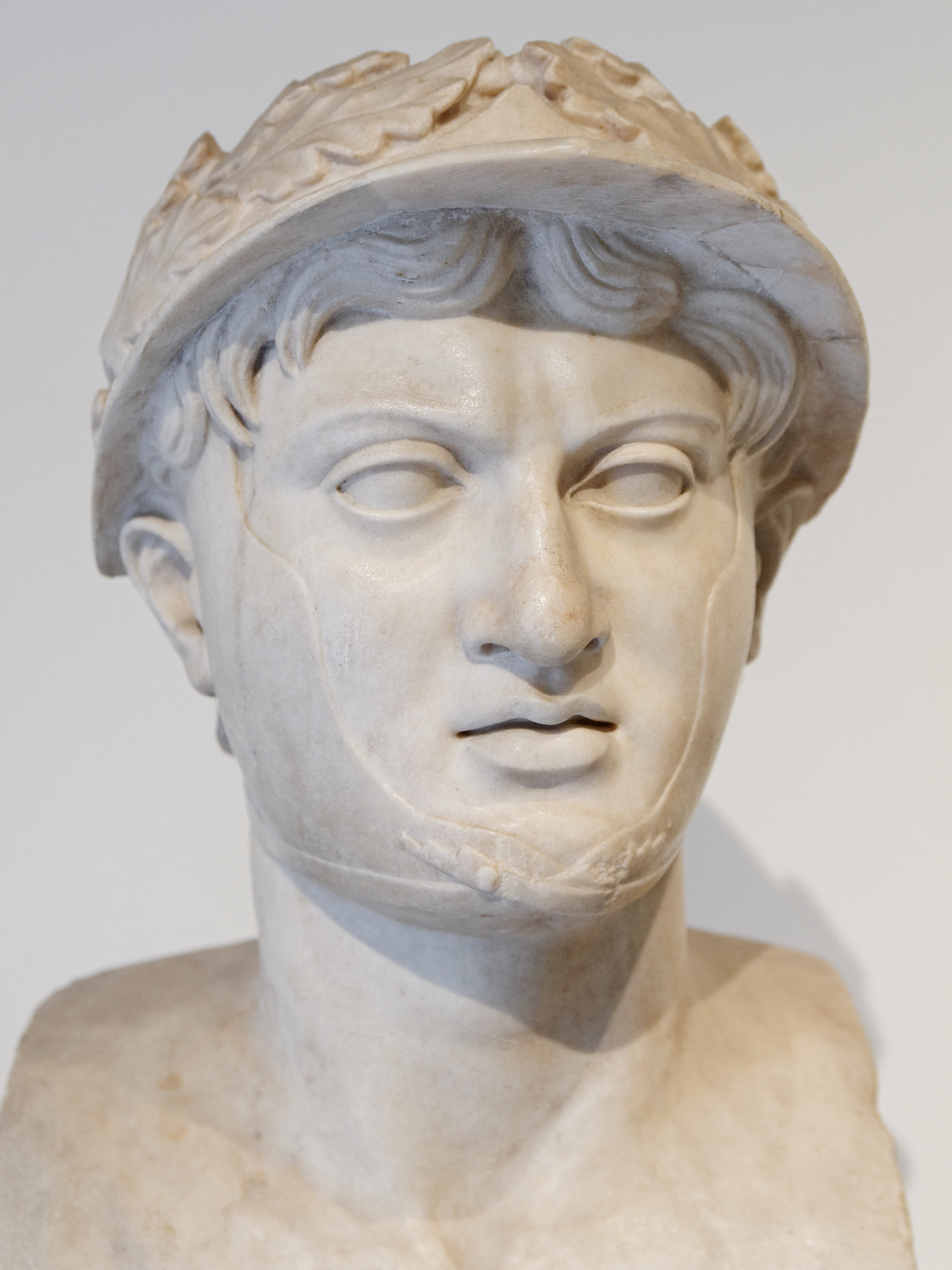
Pyrrhos I. († 272 v. Chr.)

- Pyrrhos II., König der Molosser und Hegemon der Epiroten

### Pys
- Pysall, Hans-Joachim (1929–2019), deutscher Architekt der Braunschweiger Schule
- Pysall, Justus (* 1961), deutscher Architekt
- Pysall, Norbert (1950–2022), deutscher Fußballspieler
- Pysall, Peter (* 1960), deutscher Handballspieler und -trainer
- Pysall, Soma (* 1995), deutsche Schauspielerin
- Pyschjanow, Sergei Nikolajewitsch (* 1960), russischer Sportschütze
- Pyschkin, Alexander Olegowitsch (* 1987), russischer Handballspieler
- Pyschnenko, Wladimir Wassiljewitsch (* 1970), russischer Schwimmer
- Pyschnow, Wladimir Sergejewitsch (1901–1984), sowjetischer Aerodynamiker
- Pyschny, Mirek (* 1977), polnisch-deutscher Jazzmusiker
- Pyschnyj, Andrij (* 1974), ukrainischer Nationalbankpräsident
- Pyshkin, Artur (* 1992), belarussisch-israelischer Eishockeyspieler
- Pysmenska, Hanna (* 1991), ukrainische Wasserspringerin
- Pyssanka, Ruslana (1965–2022), ukrainische Schauspielerin, Hörfunk- und Fernsehmoderatorin
- Pyssanko, Ihor (1941–2010), ukrainischer Dokumentarfilmer und Kameramann
- Pyssarenko, Anatolij (* 1958), sowjetischer Gewichtheber
- Pyssarenko, Heorhij (1910–2001), sowjetisch-ukrainischer Bauingenieur
- Pyssarenko, Jewhen (* 1980), rumänisch-ungarischer Eishockeyspieler
- Pyssarenko, Ljudmyla (* 1983), ukrainische Biathletin
- Pyssarschewskyj, Lew (1874–1938), ukrainisch-sowjetischer Chemiker
- Pysyk, Mark (* 1992), kanadischer Eishockeyspieler
- Pysz, Patryk (* 1975), deutsch-polnischer Eishockeyspieler
- Pyszková, Krystyna (* 1999), tschechisches Model

### Pyt
- Pyt, Henri (1796–1835), Schweizer Erweckungsprediger
- Pyta, Wolfram (* 1960), deutscher Historiker
- Pytel, Henryk (1955–2024), polnischer Eishockeyspieler
- Pytel, Jolanta (* 1952), polnische Lyrikerin, Autorin
- Pytel, Waldemar (* 1958), lutherischer Theologe, Bischof
- Pythagoras (Bildhauer aus Samos), Bildhauer der griechischen Antike
- Pythagoras (Bildhauer aus Rhegion), Bildhauer der griechischen Antike
- Pythagoras, Tyrann von Ephesos
- Pythagoras, griechischer Mathematiker und PhilosophPythagoras

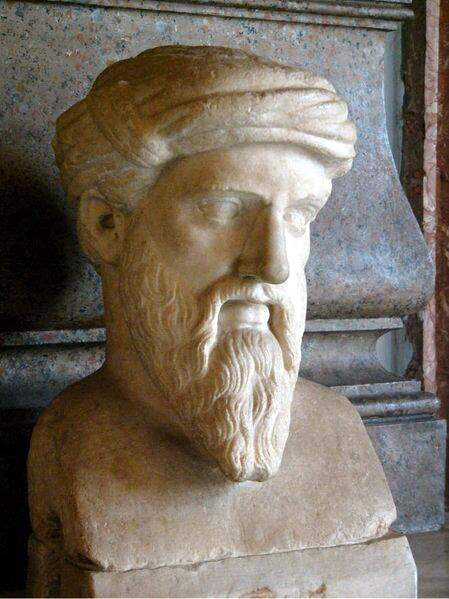
Pythagoras

- Pytheas, antiker griechischer Toreut und Silberschmied
- Pytheas, antiker griechischer Politiker
- Pytheas, Händler, Geograph und einer der großen Entdecker der Antike
- Pytheos, griechischer Architekt
- Pythermos, hellenistischer Dichter
- Pythias, antiker griechischer Erzgießer
- Pythias, griechische Ehefrau des Philosophen Aristoteles
- Pythionike, Hetäre der griechischen Antike
- Pythochares, antiker griechischer Aulet
- Pythodoris († 22), Königin von Pontos
- Pythodoros, griechischer Koroplast
- Pythodoros, Stratege im antiken Athen und Anhänger Zenons von Elea
- Pythodoros von Tralleis, kleinasiatisch-griechischer Politiker
- Pythokles, antiker griechischer Erzgießer
- Pythokles-Maler, griechischer Vasenmaler
- Python, antiker griechisch-attischer Töpfer
- Python, antiker griechischer Vasenmaler aus dem unteritalischen Paestum
- Python, Georges (1856–1927), Schweizer Politiker (CVP)
- Python, Marie (* 1970), kamerunische Leichtathletin
- Python, Valentine (* 1975), Schweizer Klimatologin und Politikerin
- Pythoud, Jean (1925–2020), Schweizer Architekt
- Pyti (* 1995), belarussischer Musiker, Komponist und Produzent
- Pytka, Joe (* 1938), US-amerikanischer Regisseur von Werbespots und Musikvideos
- Pytlick, Jan (* 1967), dänischer Handballtrainer
- Pytlick, Simon (* 2000), dänischer HandballspielerSimon Pytlick (* 2000)

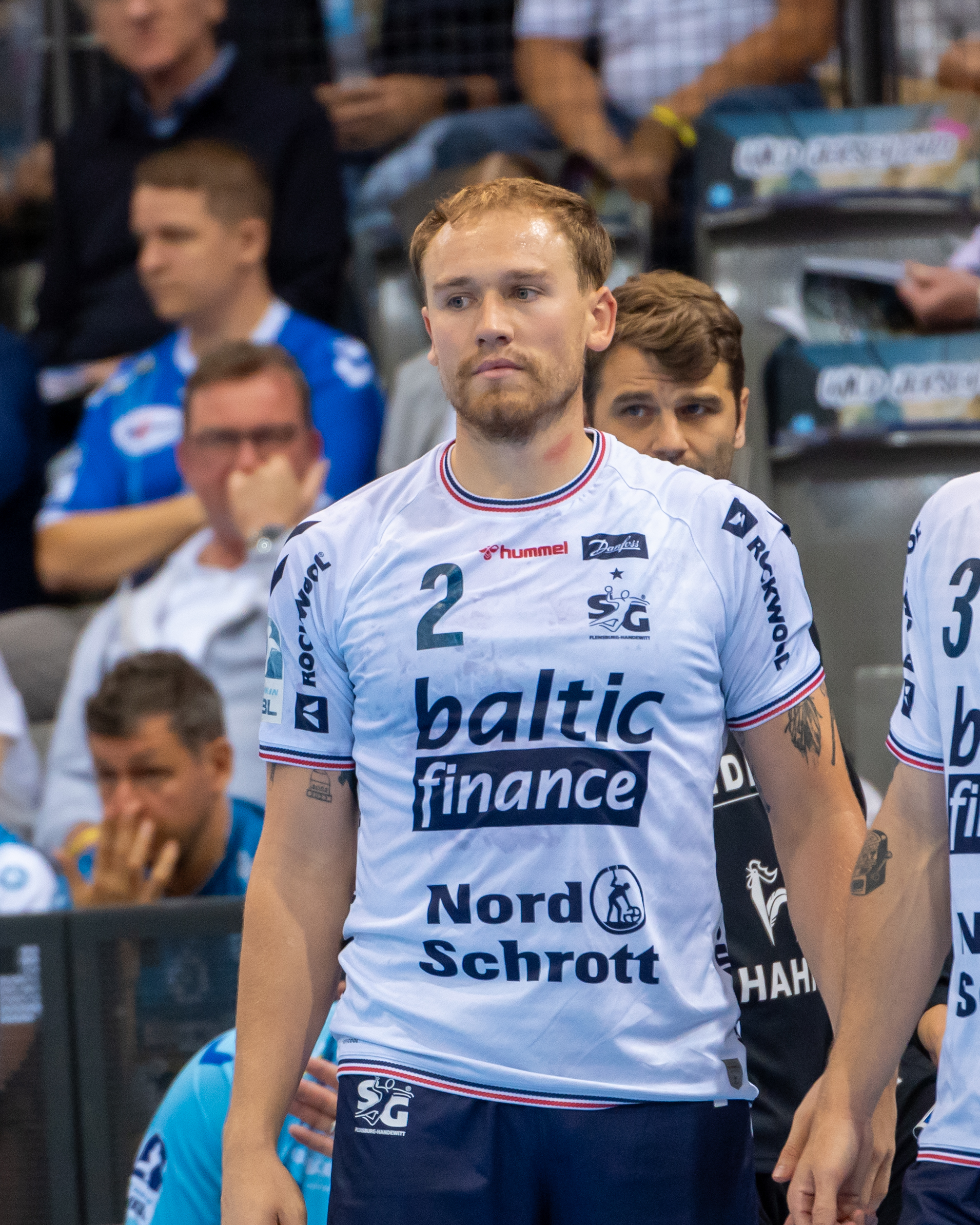
Simon Pytlick (* 2000)

- Pytlik, Markus (* 1966), deutscher Lehrer und Komponist
- Pytlik, Wilhelm, deutscher Fußballtrainer
- Pyttel, Georg (* 1938), deutscher Langstreckenläufer
- Pyttel, Roger (* 1957), deutscher Schwimmer

### Pyu
- Pyun, Albert (1953–2022), US-amerikanischer Filmregisseur
- Pyun, Hye-Young (* 1972), südkoreanische Schriftstellerin

### Pyw
- Pywowarowa, Olha (* 1956), sowjetische Ruderin
- Pywowarskyj, Andrij (* 1978), ukrainischer Politiker

### Pyy
- Pyykkö, Pekka (* 1941), finnischer Hochschullehrer, Professor für Physikalische Chemie an der Universität Helsinki
- Pyykkö, Seppo (* 1955), finnischer Fußballspieler
- Pyykkönen, Tuulikki (* 1963), finnische Skilangläuferin
- Pyykönen, Lauri (* 1978), finnischer Skilangläufer

### Pyz
- Pyzik, Kazimierz (* 1955), polnischer Komponist, Kontrabassist und Gambist